# Данјуб (Минесота)
Данјуб (енгл. Danube) град је у америчкој савезној држави Минесота.

## Демографија
По попису из 2010. године број становника је 505, што је 24 (-4,5%) становника мање него 2000. године.
| Група             | 2000.       | 2010.       |
| Белци             | 494 (93,4%) | 461 (91,3%) |
| Афроамериканци    | 0 (0,0%)    | 6 (1,2%)    |
| Азијати           | 0 (0,0%)    | 1 (0,2%)    |
| Хиспаноамериканци | 33 (6,2%)   | 34 (6,7%)   |
| Укупно            | 529         | 505         |